# سیارک ۱۷۵۷۲۶
سیارک ۱۷۵۷۲۶ (به انگلیسی: 175726 Borda، نامگذاری:1997QJ1) صد و هفتاد و پنج هزار و هفتصد و بیست و ششمین سیارک کشف شده‌است که در ۲۹ اوت ۱۹۹۷ کشف شد.